# Mary Sears (oceanografinja)
Mary Sears, ameriška pomorska častnica in oceanografinja, * 18. julij 1905, Wayland, Massachusetts, Združene države Amerike, † 2. september 1997, Woods Hole.
Sears velja za eno vodilnih oceanografinj svojega časa. Leta 1933 je diplomirala iz zoologije na Kolidžu Radcliffe (Cambridge, Massachusetts) in postala ena prvih asistentk na Oceanografski inštituciji Woods Hole (Woods Hole Oceanographic Institution), kjer se je pričela ukvarjati s preučevanjem planktona.
Med drugo svetovno vojno je organizirala in vodila Oceanografsko enoto Vojne mornarice ZDA, zadolženo za analizo bibavice, valov in drugih parametrov, pomembnih za premike ladjevij. Po vojni je prestopila v pomorsko rezervo in se leta 1963 upokojila s činom poveljnice rezervnih sil.
Kot ženska ni dobila priložnosti za aktivno raziskovanje na morju, bolj je bila znana kot organizatorka in urednica številnih publikacij s področja oceanografije.
Leta 1964 je bila sprejeta za članico Ameriške akademije umetnosti in znanosti. Ameriška vojna mornarica je leta 2000 po njej poimenovala raziskovalno plovilo USNS Mary Sears.